# 東西線 (京都市營地下鐵)
東西線（日语：／ Tōzai sen */?）是一條連接日本京都府宇治市的六地藏站和京都市右京區的太秦天神川站，屬於京都市營地下鐵的路線。路線顏色是朱紅色，路線記號是T。

## 概要
東西線是京都市第二條市營地下鐵路線。承擔京都市中心至京都市東南部的山科區、伏見區的通勤輸送，以及京都和滋賀縣大津市之間的都市間輸送。一日平均乘客數有12萬人。
1997年時開通了醍醐車站 - 二條車站區間，2004年自醍醐車站延伸至六地藏車站，2008年1月16日時開通了二條車站至太秦天神川車站區間。並有自太秦天神川車站延伸至西京區洛西附近的計劃。在建設洛西新城時，有不少人都是因為聽說「將來地下鐵將修至這裡」因而入居。然而雖然住民熱切期望地鐵延伸，因京都市財政狀況嚴峻至今都無具體建設計劃。
六地藏車站至山科車站區間穿過伏見區東部、山科區，南北穿行于京都外環狀線地下。山科車站至蹴上車站區間為避開山峰，路線在這裡有轉彎。蹴上車站至太秦天神川車站期間則東西穿行于市中心的三條通、御池通、押小路通地下。因線路東西經過京都市中心，故得名東西線，但實際上東西方向的區間為線路全長的約一半。

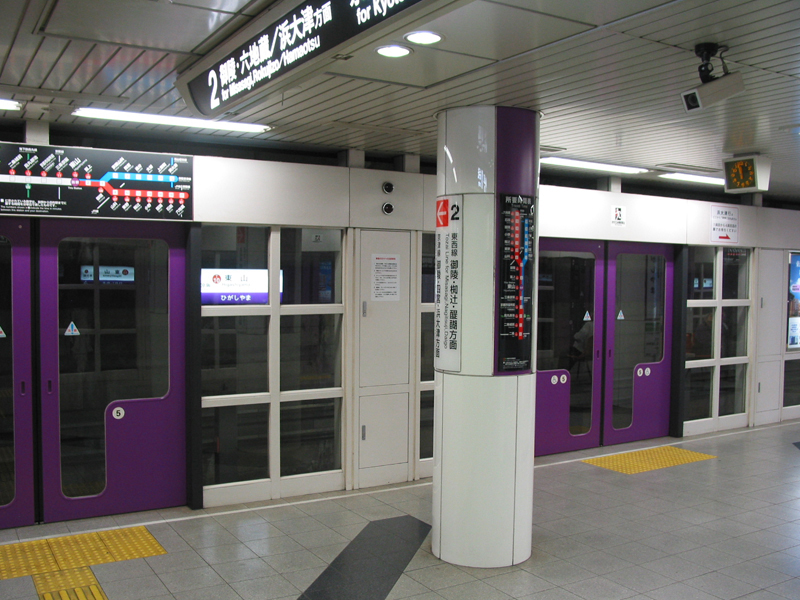
東山車站的開往山科、醍醐、六地藏、濱大津方向列車的月台（照片左上的是所需時間表）

所有車站均設置有月台門。太秦天神川車站至御陵車站區間因同時有4車廂編成和6車廂編成兩種類型列車發車，這一區間的車站的月台門可僅開閉4車廂部份，且實際也是這樣運用的。東西線是繼東京地下鐵南北線之後，日本第二條設有月台門的地鐵路線。另外，每個車站都設有自己的車站顏色。除了月台門之外，車站名表示部、車站名看板、站務室的外牆、箱型電梯門的顏色均統一為車站顏色。各車站具體的車站顏色請參閱下面的列表。
所有車站均為島式月台，除了設有電扶梯、箱型電梯之外，洗手間也沒有高低差，并設有輪椅用空間，是對無障礙設施頗為重視的地鐵。除了醍醐車站、烏丸御池車站之外，所有車站的檢票口都只有一個地方。幾乎所有車站的箱型電梯均統一為油壓式、可搭載11人、帶盲文顯示及聲音介紹。另外，包括烏丸線在內，所有的箱型電梯在開門時都有提示音。提示音的聲音和次數因生產商和機型不同，次數最小的是御陵車站（日立製）的3次，次數最多的是烏丸御池車站的11次。
一些車站只有上行的扶梯，另外的車站則上下行電梯兼有。所有車站的扶梯均為感應式自動運行。

### 路線資料
- 路線距離（營業距離）：六地藏－太秦天神川間 17.5公里
- 軌距：1435毫米
- 站數：17個（包括起終點站）
- 複線路段：全線
- 電氣化路段：全線電氣化（直流1500V、高架電纜）
- 閉塞方式：車內信號式（ATC、ATO）
- 最高速度：75公里/小時
- 總建設費：6483億日圓[注釋 1]

### 發車音樂及列車到站播音
東西線是京都市營地下鐵唯一有發車音樂的路線。4曲均使用古琴（疑为日本筝）及鈴等樂器，是帶有古風氣氛的樂曲。製作音樂的櫻井音樂工房/テイチクエンタテインメント也因此積攢實績，後來擔當了JR東日本發車音樂的製作。4首發車音樂分別是：
1. （各車站共通，開往六地藏的列車）
2. （各車站共通，開往太秦天神川的列車）
3. （僅御陵車站2號月台播放）
4. （僅御陵車站4號月台播放）

## 運行形態
京阪電氣鐵道京津線的列車自御陵車站直通運行至太秦天神川車站。每天76班往返（工作日）的直通運行列車中，除了早晨和深夜之外，有28班往返列車約以30分間隔直通運行至太秦天神川車站。其他則運行至途中的京都市役所前車站。使用交通局車輛運行的列車在東西線內六地藏車站 - 太秦天神川車站之間運行，交通局的車輛并不行駛至京阪京津線內。京津線由於在大津市內有路面區間，濱大津發車前往京都市役所前、太秦天神川的列車在東西線內常會有約1 - 2分的晚點。這一晚點對後續的六地藏發車前往太秦天神川車站的列車也會有影響。
若不計每隔15分運行一班的發自京津線的直通列車，開業當時全線是間隔10分（每小時平均6班列車）運行一班列車。2000年3月，為確保和在烏丸御池車站連接的烏丸線之間的運行間隔，增發為每隔7分半（每小時8班列車）運行一班列車。至此改為每15分運行兩班東西線內列車，一班京津線直通列車。2008年1月16日延伸至太秦天神川延伸後，算上發自京津線的直通列車，京都市役所前車站 - 太秦天神川車站區間在白天每小時平均運行10班列車，列車班數超過烏丸線。
1997年之前，京阪京津線仍在御陵車站以西的地上運行的時期，運行需要花費如下時間。
- 京津三條車站 - 御陵車站：準急10分 普通12分

現在地下鐵東西線的所需時間則如下。
- 三條京阪車站 - 御陵車站：6 - 7分

車輛基地靠近途中的醍醐車站，但除了京津線直通列車中在京都市役所前發車的列車外，并沒有在途中車站始發、到達的列車。

## 利用状況
東西線是山科外環状線沿線及醍醐地區的居民重要的交通手段。這一地區有較多團地及新興住宅區，是京都及大阪的臥城。然而由於道路建設不及人口增加的速度，因此各地出現慢性的交通堵塞。地下鐵開業前，這裡的主要交通手段只有公共汽車（京阪巴士、京都市巴士）及有部份路面區間京阪京津線，出行時時間也難以確定，地下鐵開業使得交通狀況大幅改善。
另外，作為交通局合理化政策一部份，隨著地鐵的開業，1997年這一地區的市巴士全部交由京阪巴士，市巴士實際上宣告撤退。京阪巴士在這一地區的巴士路線過去以JR山科車站為起點，沿外環状線經由山科地區至醍醐地區，因移管及地下鐵開業，路線大幅比昂。現在京阪巴士在這一地區有三條京阪、四條河原町 - 山科車站、三條京阪·四條河原町 - 椥辻車站·小野車站（五條通（國道1號）或經由三條通）、山科車站 - 六地藏車站等和東西線競爭的巴士路線。上述的3區間的票價均比地下鐵東西線便宜，加上運行至繁華街四條河原町，是東西線有力的競争對手。
隨著地下鐵東西線開業引發的巴士路線再編成，醍醐地區的巴士交通變得不便。因此在2003年，當地的居民設立了醍醐公共汽車，連接地下鐵東西線和當地。
另外，也有不少在山科車站換乘JR東海道本線（琵琶湖線）、湖西線，經由京阪京津線前往滋賀縣；以及自京都府南丹出發，經由JR山陰本線（嵯峨野線）在二條車站換乘前往京都市中心的乘客。也有乘客在六地藏車站換乘京阪宇治線及JR奈良線前往宇治、奈良。
沿線雖然有平安神宮、南禪寺、二條城等觀光地，2008年前利用東西線的觀光客並不是很多。在延伸開業至太秦天神川車站的2008年3月28日後，東西線的利用客可換乘京福電鐵嵐山本線的嵐電天神川車站，加之在二條車站可通過JR嵯峨野線前往嵐山，使得利用者增加。
經過協議，京都市和京阪電氣鐵道設立現已經被京都市交通局合併的第三部門公司，該公司獲得第三種鐵道事業者許可，京都市則取得第二種鐵道事業者許可，并在其區間內運行列車。創建的公司就是京都高速鐵道株式會社。在1988年創建，社長是當時的京都市長今川正彥。這樣京都高速鐵道就以日本鐵道建設公團方式新建地下鐵。隨著直通運行的開始，京阪京津線的地上區間宣告廢止。
當時計劃在平安建都1200年的1994年開業。然而，因為京都市區的地下有眾多埋藏文化財，在這些地方以開削工法施工修建地下鐵時，按照文化財保護法，有在事前進行發掘調査的義務，而需要制定調查耗資和時間的計劃。若採用鉆挖式工法施工雖然不會發生這樣的問題，京都市為節約工程所需直接經費，加上也為同時修建地上的道路，以進入史跡「舊二條離宮（二條城）」區域的押小路通為中心，工區中有相當多部份是採用開削工法挖掘。加上穿過東海道新幹線及鴨川野生難度頗高的工程，因為這些經緯，1997年醍醐車站 - 二條車站區間開業。京阪京津線則開始直通運行至御陵車站 - 京都市役所前車站區間。

## 車輛

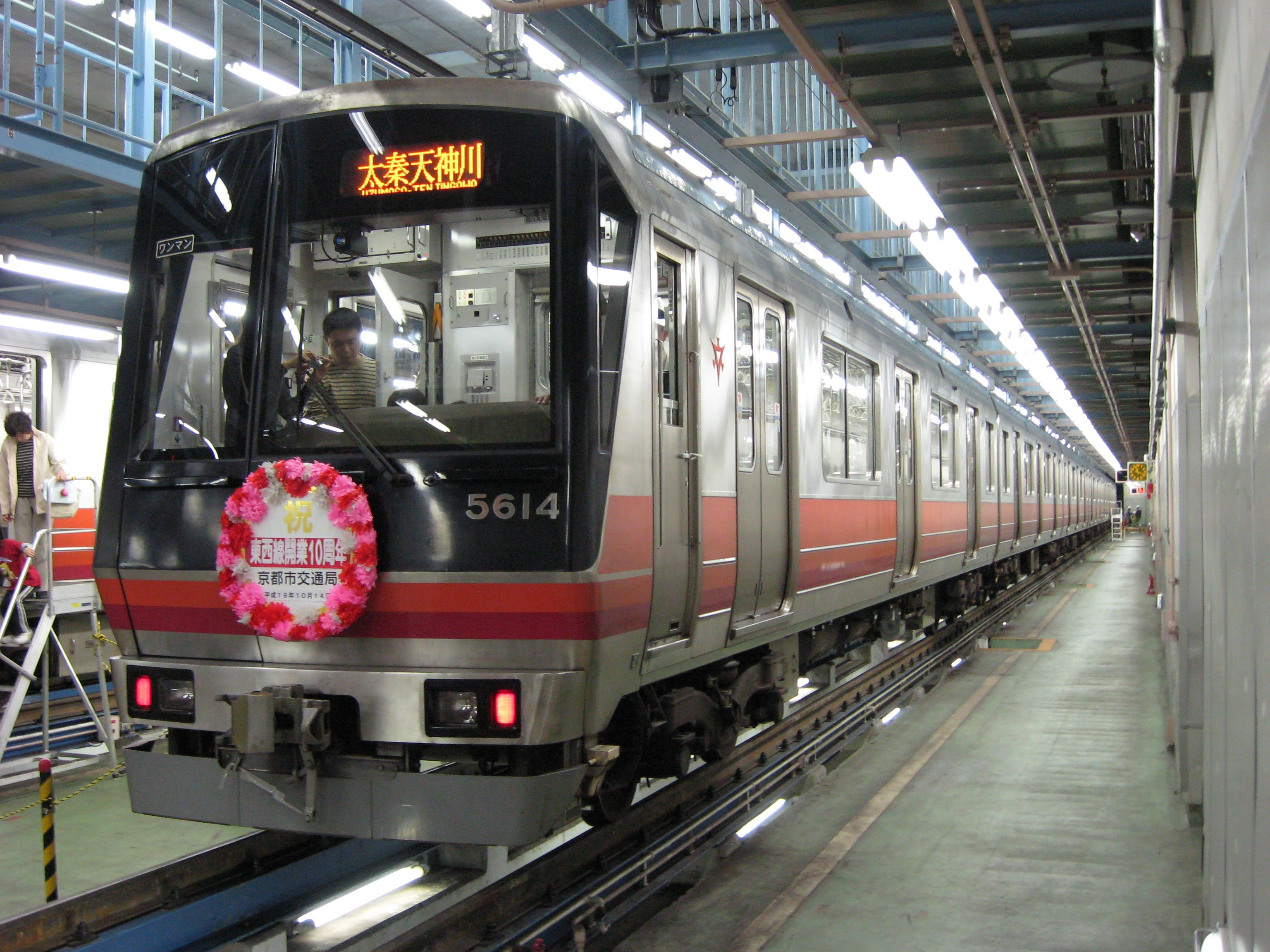
京都市交50系

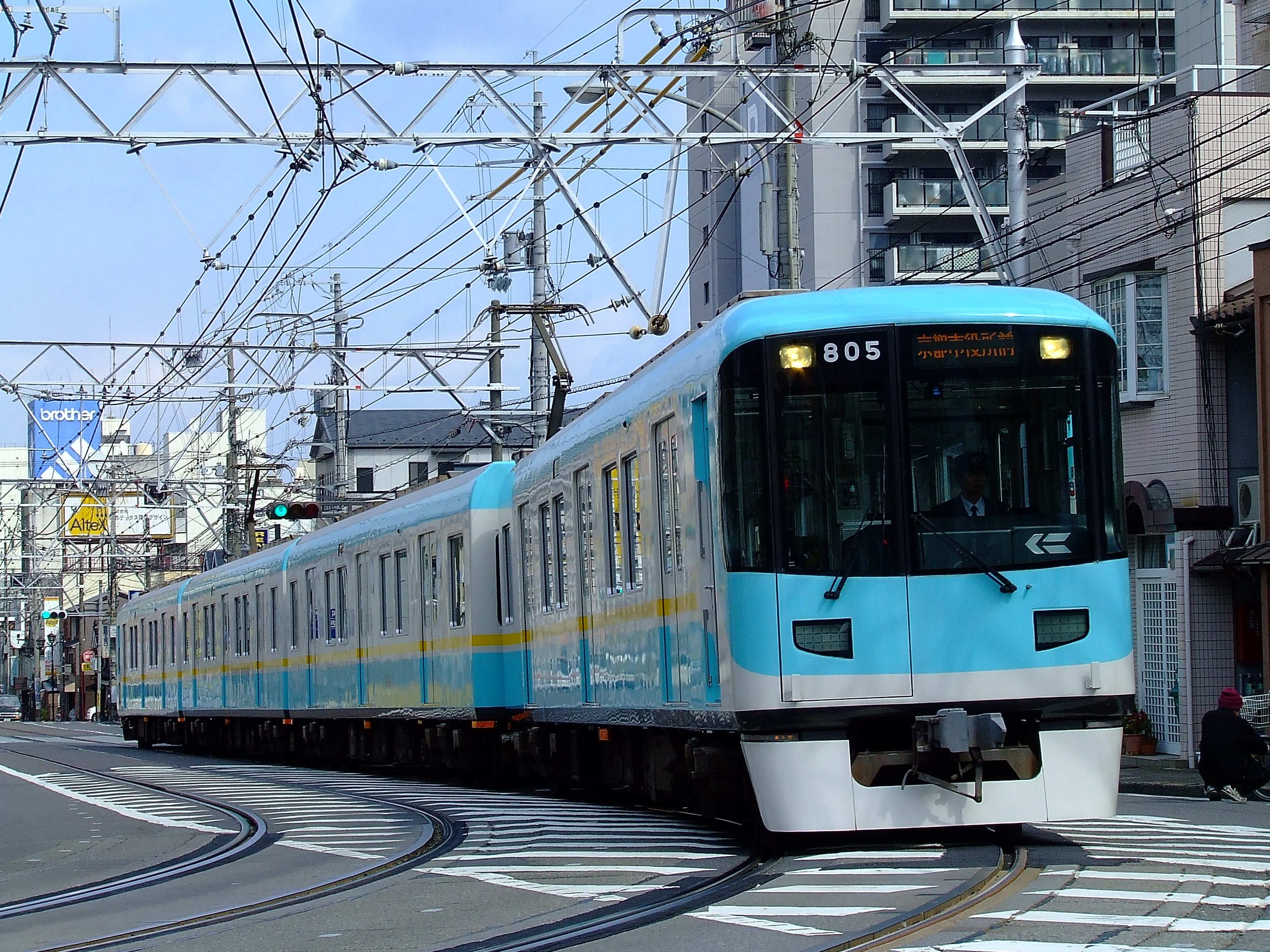
京阪800系

均為電車。

### 自局車輛
- 50系

### 直通運行車輛
- 京阪電氣鐵道
  - 800系

## 歷史

### 建設之前的背景
在戰後京都市交通局計劃的京都市電新計劃中，曾檢討建設經六地蔵 - 醍醐 - 山科 - 蹴上，縱斷御池通的路線，但隨著汽車化社會的進展，計劃中止。然而，這一計劃后作為地下鐵計劃重新提出。
自1965年開始，作為連接人口顯著增加、附近道路建設滯後交通堵塞嚴重的京都市東部地區（山科區、伏見區東部）和京都市中心的路線，京都市開始計劃建設東西線。1969年的市議會上正式決定建設。1975年首先決定建設醍醐 - 二條區間。
然而在當時計劃的路線中，御陵車站 - 三條京阪車站區間中有京阪京津線在地上行駛，兩者的競爭遂成問題。兩者並存的話，除了可能招來過度競爭之外，這一區間的地下鐵是以公營地下鐵方式建設，若京津線直通運行至東西線，則是以公營方式改良民營鐵道京津線，被認為並不適當。協議結果京都市与京阪电铁于1988年合资成立第三部門鐵道京都高速铁道，由京都高速铁道担任三条京阪－御陵間建設与设施保有的第三種鐵道事業，京都市營地下鐵在该区间成为第二種鐵道事業。当初预定在平安京建都1200年的1994年开通，但因为工程困难没有实现，延迟到1997年开通醍醐 - 二條区間。
在開業至二條車站時，京阪京津線直通地點並非當時預定的三條京阪，而是京都市役所前。其理由是因為緊鄰三條京阪車站西側有急轉彎，加上其上方有鴨川經過因此不適合設置折返線，無法在三條京阪車站附近確保折返運行所需要的足夠空間。
另外，之所以未直通運行至二條車站，則是因為對京都市交通局來說將增加車輛使用費（因並非相互直通運行，而是京阪車輛單方面直通運行至東西線，京都市交通局需按車輛行駛距離給京阪電氣鐵道支付車輛使用費）；地上的電力設備需要增強，以及輸送力將會過剩（二條 - 京都市役所前區間缺乏增發的必要性）等理由。因此在位於京都市役所前車站西隣的烏丸御池車站，產生了和烏丸線接續的問題，也引發了烏丸線換乘旅客的不滿。
1999年，京都商工會議所提出了將直通運行區間延長至二條車站的要望，如同前述。2008年1月16日隨著東西線延伸開業至太秦天神川，在太秦天神川車站新設變電所，京阪京津線列車直通運行區間延伸至該車站。然而，由於各種事情直通運行的列車只占全體的約1/3程度（白天時為二分之一）。
1997年開業時（京阪京津線地上區間廃止時），九條山車站和日之岡車站被廢止。和日之岡車站被統合至御陵車站不同，九條山車站并沒有代替車站的建設計劃。其附近居民雖然要求設置地下鐵車站，但因施工難度高加上預想乘客數較少，在計劃時期就沒有建設代替車站的意思。針對民眾的要求，也只是做出了「將會增加巴士」這種非現實的答覆（爲了緩解堵塞而建設地下鐵，不可能在重複路線增設巴士），結局不了了之。至2007年10月，京阪巴士雖運行有自九條山巴士站（和九條山車站位置幾乎一致）開往三條京阪及山科車站的巴士，白天開往三條京阪的巴士1小時只有1 - 2班，和1小時有4班停車列車的京阪京津線時代相比大幅減少。

### 東西線和京阪電氣鐵道京津線
京都市營地下鐵東西線的建設雖在1971年的都市交通審議會的報告中實現具体化，但因山科 - 三條區間的路線和當時仍在營業的京阪京津線的京阪山科車站 - 三條車站區間存在競爭，需要京都市和京阪電氣鐵道之間進行協議。在協議時，京都市提出了自山科開始，較現路線偏北，穿過山岳隧道至京都市中心的直行方案。京阪電氣鐵道側認為這一地區並無可供兩條路線并存競爭的輸送量，而表示反對。最終決定京阪電氣鐵道廢止京津線的京阪山科車站 - 三條車站區間，直通運行至京都市營地下鐵東西線。之後，由於東西線山科附近路線走向的原因（和京津線幾乎是直角交叉），濱大津發出的列車在京津線的山科站与東西線直通運行並不可行，于是作為京津線和東西線的接續車站，在日之岡 - 御陵之間新設地下鐵御陵車站，并決定在這裡實施京津線御陵車站的移設和地下化。
關於京都市營地下鐵東西線的建設主體，醍醐車站 - 御陵車站區間6.3km和三條京阪車站 - 二條車站區間3.3km，共計9.4km是由京都市施工，京阪京津線的代替區間御陵車站 - 三條京阪車站區的間3.3km是由京都市和京阪電氣鐵道等出資的第三部門「京都高速鐵道」及日本鐵道建設公團（現鐵道建設・運輸施設整備支援機構）施工。鐵道施設完成後，京都高速鐵道分25年分期支付給日本鐵道建設公團費用（建設費等約959億日元），獲得鐵道施設并將由京都市交通局运营，由京都市交通局一體運營醍醐車站 - 二條車站區間。
|                  |                                   |                         |          |                         | 京阪京津線 |                         |        |            |
| 京阪車輛運行區間 |                                   |                         |          |                         |            |                         |        |            |
| 運送者           | 太秦天神川                        | 京都市交通局 （第一種） | 三条京阪 | 京都市交通局 （第二種） | 御陵       | 京阪電氣鐵道 （第一種） | 濱大津 | 運送者     |
| 運送者           | 太秦天神川                        | 京都市交通局 （第一種） | 三条京阪 | 京都市交通局 （第二種） | 御陵       | 京阪電氣鐵道 （第一種） | 濱大津 | 設施保有者 |
| 運送者           | 太秦天神川                        | 京都市交通局 （第一種） | 三条京阪 | 京都市交通局 （第二種） | 御陵       |                         |        |            |
| 設施保有者       | 太秦天神川                        | 京都市交通局 （第一種） | 三条京阪 | 京都高速鐵道 （第三種） | 御陵       |                         |        |            |
| 設施保有者       | 太秦天神川                        | 京都市交通局 （第一種） | 三条京阪 | 京都高速鐵道 （第三種） | 御陵       | 京都市交通局 （第一種） | 六地藏 | 運送者     |
| 設施保有者       | 太秦天神川                        | 京都市交通局 （第一種） | 三条京阪 | 京都高速鐵道 （第三種） | 御陵       | 京都市交通局 （第一種） | 六地藏 | 設施保有者 |
|                  | 地下鐵東西線 / 交通局車輛運行區間 |                         |          |                         |            |                         |        |            |

- 御陵 - 太秦天神川區間雖也有京阪電氣鐵道所属車輛運行，其性質是京阪電氣鐵道線直通運行至京都市營地下鐵線，並非京阪電氣鐵道進行第二種鐵道事業（借他人線路進行運送）。交通局需要支付給京阪車輛使用費。
  - 京都市交通局所属車輛不駛入京阪電氣鐵道線。
- 三條京阪車站 - 御陵車站區間由京都高速鐵道所有，京都市交通局借用其進行旅客運送（第二種鐵道事業）。市交通局需支付給京都高速鐵道線路使用費。
- 2009年度開始，太秦天神川車站 - 六地藏車站區間全線由京都市所有（第一種鐵道事業者）。
  - 京阪車的直通運行的形態並未變化。

### 京都高速鐵道的解散
如同前述，東西線始終有慢性赤字的問題。因此京都市交通局在2008年5月12日決定在2008年度中解散京都高速鐵道，自2009年度開始，決定了包括京都高速鐵道保有區間（三條京阪車站 - 御陵車站區間）在內，東西線全線由京都市直接經營（第一種鐵道事業化，即擁有設施所有權並進行運送）的方針。
這是因為作為返還建設費的財源，京都市交通局每年支付給京都高速鐵道55億日元的路線使用費。但當時借款利息較高，加上人事費用等增加公司的經費，成為地下鐵經營惡化的原因。2005年開始東西線雖可適用國家的公營地下鐵支援策，但並非直營的區間則無法適用，因此必须收回非直營的區間。

### 年表
- 1997年（平成9年）10月12日：醍醐車站 - 二條車站區間開業。京阪京津線開始自濱大津車站經御陵車站直通運行至京都市役所。
- 2000年（平成12年）3月15日：醍醐車站 - 二條車站區間的列車白天時有毎小時六班增發至八班。
- 2004年（平成16年）11月26日：六地藏車站 - 醍醐車站區間延伸開業。
- 2008年（平成20年）1月7日：先行實施對應太秦天神川延伸開業的時刻表。但京阪京津線的直通運行列車至15日都運行至京都市役所前車站。
- 2008年（平成20年）1月16日：二條車站 - 太秦天神川車站區間延伸開業。京阪京津線也將直通運行區間延伸至太秦天神川車站。
- 2009年（平成21年）4月1日：京都高速鐵道作為第三種鐵道事業者保有的御陵車站 - 三條京阪車站區間改由京都市交通局直營。

## 現状和今後

### 延伸往西部的構想
東西線雖有延伸至西京區洛西及長岡京市的構想，但實際僅延伸至太秦天神川，之後具體的延伸展望至今難以具體化。
其原因有：
1. 地下鐵建設費極高。
2. 京都市財政狀況欠佳。
3. 至洛西新城的梅津、上桂地區的沿線人口並不是很多，且需要和阪急京都線競爭。
4. 洛西新城本身人口也在停滯或減少。
5. 除了阪急桂車站以外，也設有阪急洛西口車站JR桂川車站設置，交通的不便程度有所緩解。

2002年在地下鐵天神川（当時的臨時名稱）延伸開工式上，當時的桝本頼兼京都市長曾稱，地下鐵延伸至洛西是「我的悲願」。另外在京都市的官方網站上也有「（地下鐵）計劃延伸至洛西新城，但考慮到財政状況，首先階段性自二條 - 天神川區間開始建設」。

## 車站列表
- 所有車站都位於京都府。
- 截至2013年1月，9個車站的站名牌以廣告形式併記鄰近設施名[10]。

| 車站編號 | 中文站名     | 日文站名 | 英文站名 | 站間距離 | 營業距離 | 車站顏色 | 車站顏色 | 接續路線 | 所在地 | 所在地 |
| -------- | ------------ | -------- | -------- | -------- | -------- | -------- | -------- | --- | ------ | ------ |
| T01      | 六地藏       |          |          | -        | 0.0      |          | 勿忘草色 | 西日本旅客鐵道： 奈良線（JR-D06） 京阪電氣鐵道： 宇治線（KH73）                                              | 宇治市 | 宇治市 |
| T02      | 石田         |          |          | 1.1      | 1.1      |          | 藍白     | | 京都市 | 伏見區 |
| T03      | 醍醐         |          |          | 1.3      | 2.4      |          | 櫻色     | | 京都市 | 伏見區 |
| T04      | 小野         |          |          | 1.2      | 3.6      |          | 紅梅色   | | 京都市 | 山科區 |
| T05      | 椥辻         |          |          | 1.3      | 4.9      |          | 秋櫻色   | | 京都市 | 山科區 |
| T06      | 東野         |          |          | 1.0      | 5.9      |          | 藤色     | | 京都市 | 山科區 |
| T07      | 山科         |          |          | 1.1      | 7.0      |          | 藤紫     | 西日本旅客鐵道：東海道本線（ 琵琶湖線：JR-A30）、 湖西線（JR-B30） 京阪電氣鐵道： ■ 京津線（京阪山科：OT31） | 京都市 | 山科區 |
| T08      | 御陵         |          |          | 1.7      | 8.7      |          | 桔梗色   | 京阪電氣鐵道： ■ 京津線（直通至琵琶湖濱大津）                                                                | 京都市 | 山科區 |
| T09      | 蹴上         |          |          | 1.8      | 10.5     |          | 菫色     | | 京都市 | 東山區 |
| T10      | 東山         |          |          | 1.0      | 11.5     |          | 菖蒲色   | | 京都市 | 東山區 |
| T11      | 三條京阪     |          |          | 0.6      | 12.1     |          | 牡丹色   | 京阪電氣鐵道： 京阪本線、 鴨東線（三條：KH40）                                                               | 京都市 | 東山區 |
| T12      | 京都市役所前 |          |          | 0.5      | 12.6     |          | 韓紅     | | 京都市 | 中京區 |
| T13      | 烏丸御池     |          |          | 0.9      | 13.5     |          | 朱色     | 京都市營地下鐵： 烏丸線（K08）                                                                               | 京都市 | 中京區 |
| T14      | 二條城前     |          |          | 0.8      | 14.3     |          | 柿色     | | 京都市 | 中京區 |
| T15      | 二條         |          |          | 0.8      | 15.1     |          | 山吹色   | 西日本旅客鐵道：山陰本線（ 嵯峨野線）                                                                        | 京都市 | 中京區 |
| T16      | 西大路御池   |          |          | 1.1      | 16.2     |          | 向日葵色 | | 京都市 | 中京區 |
| T17      | 太秦天神川   |          |          | 1.3      | 17.5     |          | 檸檬色   | 京福電氣鐵道： 嵐山本線（嵐電天神川：A5）                                                                    | 京都市 | 右京區 |

## 延伸閱讀
- 『京都市営地下鉄東西線建設記録』二条・醍醐間（1998年）、醍醐・六地蔵間（2005年）、太秦天神川・二条間（2008年）
- 今尾恵介（監修）.  9 関西2. 新潮社. 2009. ISBN 978-4-10-790027-2.